# Johan Einar Boström
Johan Einar Boström (Gävle, 1922. október 9. – 1977. szeptember 21.) svéd nemzetközi labdarúgó-játékvezető.

## Pályafutása

### Nemzeti játékvezetés
1957-ben lett az I. Liga játékvezetője. Az aktív nemzeti játékvezetéstől 1972-ben vonult vissza.

### Nemzetközi játékvezetés
A Svéd labdarúgó-szövetség Játékvezető Bizottsága (JB) terjesztette fel nemzetközi játékvezetőnek, a Nemzetközi Labdarúgó-szövetség (FIFA) 1960-tól tartotta nyilván bírói keretében. Több nemzetek közötti válogatott és klubmérkőzést vezetett. A svéd nemzetközi játékvezetők rangsorában, a világbajnokság-Európa-bajnokság sorrendjében többedmagával a 9. helyet foglalja el 7 találkozó szolgálatával. A nemzetközi aktív labdarúgástól 1972-ben vonult vissza. Válogatott mérkőzéseinek száma: 17.

#### Világbajnokság
A világbajnokság döntőjéhez vezető úton Angliába a VIII., az 1966-os labdarúgó-világbajnokságra, illetve Mexikóba a IX., az 1970-es labdarúgó-világbajnokságra a FIFA JB játékvezetőként foglalkoztatta.

##### 1966-os labdarúgó-világbajnokság

###### Selejtező mérkőzés
| Időpont           | Helyszín                     | Mérkőzés típusa           | Mérkőzés        | Eredmény | Nézők száma |
| ----------------- | ---------------------------- | ------------------------- | --------------- | -------- | ----------- |
| 1965. október 17. | Olimpiai Stadion, Amszterdam | előselejtező (5. csoport) | Hollandia–Svájc | 0 : 0    | 57 759      |

##### 1970-es labdarúgó-világbajnokság

###### Selejtező mérkőzés
| Időpont           | Helyszín                        | Mérkőzés típusa           | Mérkőzés        | Eredmény | Nézők száma |
| ----------------- | ------------------------------- | ------------------------- | --------------- | -------- | ----------- |
| 1969. március 29. | Walter-Ulbricht Stadion, Berlin | előselejtező (3. csoport) | NDK–Olaszország | 2 : 2    | 52 117      |

#### Európa-bajnokság
Az európai-labdarúgó torna döntőihez vezető úton Spanyolországba a II., az 1964-es labdarúgó-Európa-bajnokságra, Olaszországba a III., az 1968-as labdarúgó-Európa-bajnokságra, illetve Belgiumba a IV., az 1972-es labdarúgó-Európa-bajnokságra az UEFA JB bíróként foglalkoztatta.

##### 1964-es labdarúgó-Európa-bajnokság

###### Selejtező mérkőzés
| Időpont          | Helyszín                         | Mérkőzés típusa | Mérkőzés      | Eredmény | Nézők száma |
| ---------------- | -------------------------------- | --------------- | ------------- | -------- | ----------- |
| 1963. június 29. | Idrætsparken Stadion, Koppenhága | nyolcaddöntő    | Dánia–Albánia | 4 : 0    | 26 640      |

##### 1968-as labdarúgó-Európa-bajnokság

###### Selejtező mérkőzés
| Időpont          | Helyszín               | Mérkőzés típusa           | Mérkőzés             | Eredmény | Nézők száma |
| ---------------- | ---------------------- | ------------------------- | -------------------- | -------- | ----------- |
| 1967. június 11. | Lenin Stadion, Moszkva | előselejtező (3. csoport) | Szovjetunió–Ausztria | 4 : 3    | 104 000     |

##### 1972-es labdarúgó-Európa-bajnokság

###### Selejtező mérkőzés
| Időpont            | Helyszín                     | Mérkőzés típusa           | Mérkőzés            | Eredmény | Nézők száma |
| ------------------ | ---------------------------- | ------------------------- | ------------------- | -------- | ----------- |
| 1971. április 21.  | Vetch Field Stadion, Swansea | előselejtező (1. csoport) | Wales–Csehszlovákia | 1 : 3    | 12 767      |
| 1971. november 10. | Pittodrie Stadion, Aberdeen  | előselejtező (5. csoport) | Skócia–Belgium      | 1 : 0    | 36 500      |

###### Európa-bajnoki mérkőzés
| Időpont          | Helyszín                        | Mérkőzés típusa | Mérkőzés             | Eredmény | Nézők száma |
| ---------------- | ------------------------------- | --------------- | -------------------- | -------- | ----------- |
| 1972. június 17. | Maurice Dufrasne Stadion, Liège | bronz mérkőzés  | Belgium–Magyarország | 2 : 1    | 6 184       |